# Durrenjaure (Vilhelmina socken, Lappland)
Durrenjaure är en sjö i Vilhelmina kommun i Lappland och ingår i Ångermanälvens huvudavrinningsområde. Sjön har en area på 0,199 kvadratkilometer och ligger 797,9 meter över havet. Durrenjaure ligger i Vardo- Laster- och Fjällfjällen Natura 2000-område.

## Delavrinningsområde
Durrenjaure ingår i det delavrinningsområde (722546-144798) som SMHI kallar för Utloppet av Durrenjaure. Medelhöjden är 906 meter över havet och ytan är 2,33 kvadratkilometer. Det finns inga avrinningsområden uppströms utan avrinningsområdet är högsta punkten. Vattendraget som avvattnar avrinningsområdet har biflödesordning 3, vilket innebär att vattnet flödar genom totalt 3 vattendrag innan det når havet efter 392 kilometer. Avrinningsområdet består mestadels av kalfjäll (91 procent). Avrinningsområdet har 0,21 kvadratkilometer vattenytor vilket ger det en sjöprocent på 8,8 procent.